# Ott Lepland (musikalbum)
Ott Lepland är det självbetitlade debutalbumet från den estniska sångaren Ott Lepland. Albumet släpptes den 13 april 2010 och innehåller tolv låtar. Fyra av låtarna släpptes som singlar.
Förutom Lepland själv har även Aapo Ilves, Hendrik Sal-Saller, Jussi Nikula & Caleb, Kaspar Kalluste, Laur Joamets, Taavi Paomets och Tanel Padar varit med och skrivit låtarna på albumet.

## Låtlista
1. "Süte peal sulanud jää"
2. "Kaua veel"
3. "Armastuslaul"
4. "Erk maa"
5. "Siin olen ma"
6. "Otsides ma pean su jälle leidma"
7. "Üheskoos on olla hea"
8. "Kas minust sõltub see?"
9. "Vastu vaatlus"
10. "Läbi öise Tallinna"
11. "Hüpnoos"
12. "Alati"